# Собака Баскервілів (фільм, 1978)
Собака Баскервілів (англ. The Hound of the Baskervilles) — британська комедія 1978 року режисера Пола Моррісса. Однойменна екранізація детективного роману Артура Конан-Дойля «Собака Баскервілів» 1902 року.

## Сюжет
Шерлок Голмс щойно знайшов та повернув вкрадений артефакт трьом французьким черницям. До втомленого та виснаженого такою кількістю справ детектива звертається доктор Мортімер та розповідає давню сімейну легенду роду Баскервілів про великого та страшного пса із палаючими очима, що переслідує вже кілька поколінь шляхетного роду на болотах. Голмс вирішує передати цю праву доктору Ватсону.

## У ролях
Практично весь акторський склад фільму має комічних акторів, добре відомих та шанованих, як у Великій Британії, так і за кордоном.

| Актор       | Роль          |
| ----------- | ------------- |
| Пітер Кук   | Шерлок Голмс  |
| Дадлі Мур   | Доктор Ватсон |
| Г'ю Гріффіт | Франкленд     |

## Відгуки
Фільм отримав здебільшого негативні відгуки, до чого ж переважно причиною провалу стрічки критики назвали режисуру Пола Морріссі, особливо з огляду на його талант у створенні попередніх комедій.
На сайті Rotten Tomatoes стрічка також отримала жахливі оцінки від кінокритиків, що становлять 0 %, найменший із можливих показників.